# Georgi Vaszilev (labdarúgó, 1945)
Georgi Vaszilev (bolgárul: Георги Василев; Szidirókasztro, Görögország, 1945. június 9. –) olimpiai ezüstérmes bolgár labdarúgó, csatár.

## Pályafutása
1968 és 1973 között 17 alkalommal szerepelt a bolgár válogatottban és négy gólt szerzett. Tagja volt az 1968-as mexikóvárosi olimpián ezüstérmet szerzett csapatnak.

## Sikerei, díjai
Bulgária
- Olimpiai játékok
  - ezüstérmes: 1968, Mexikóváros